# Fryshusets gymnasium

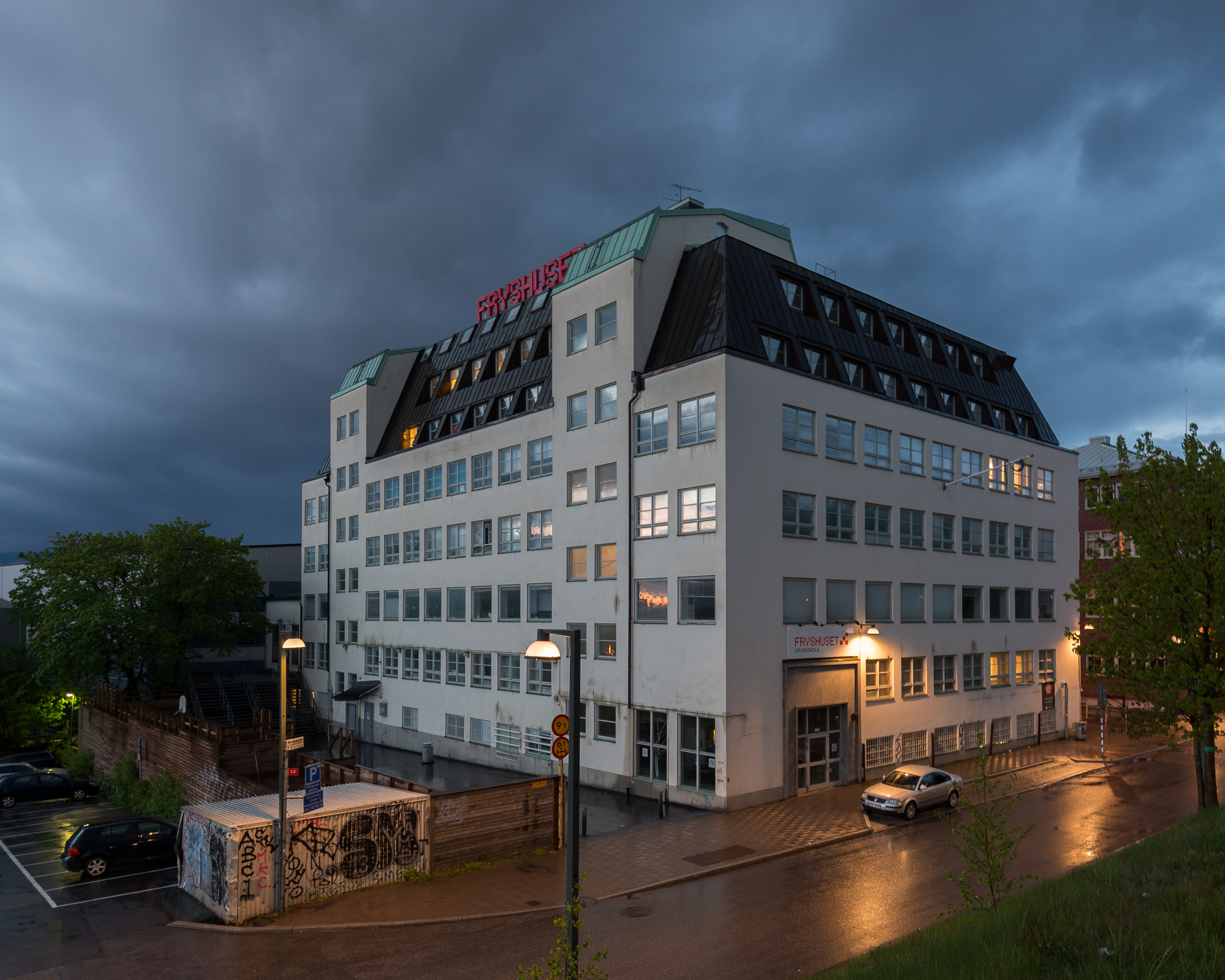
Fryshusets gymnasium.

Fryshusets gymnasium är en fristående gymnasieskola i Stockholm som funnits sedan år 2000. Skolans huvudman är Stiftelsen KFUM Söder Fryshuset.
Skolan kombinerar elevernas intresse med utbildning och personlig utveckling. Skolan har följande utbildningar och inriktningar:  samt en gymnasieutbildning för elever med Aspergers syndrom.
- Estetiska programmet: Bild & Form, Dans, Musikproduktion, Låtskrivare, Rap, Rock, Skrivare, Soul, Teater
- Samhällsvetenskapsprogrammet: Speldesign Skate, Basket, Dans
- Naturvetenskapsprogrammet: Speldesign Skate, Basket, Dans
- Introduktionsprogrammen: Speldesign, Idrott, Musik-musikproduktion
- Handelsprogrammet
- Ekonomiprogrammet

Samt en gymnasieutbildning för elever med Aspergers syndrom med inriktningen speldesign
Fryshuset tog över KF Gymnasiet den 1 januari 2013.